# Goupil & Cia.

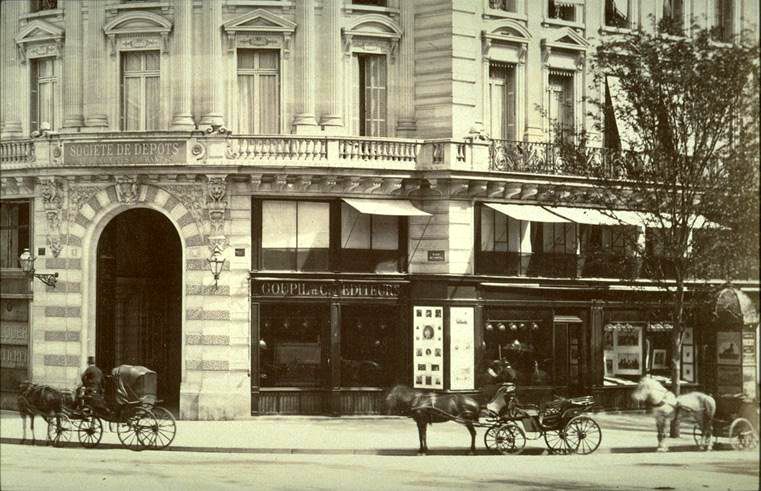
A Galerie Goupil na Praça da Ópera de Paris.

Goupil & Cie é uma casa de leilões internacional e comerciante de arte contemporânea e itens colecionáveis. Jean-Baptiste Adophe Goupil fundou a Goupil & Cie em 1850.

## História

### Jean-Baptiste Adolphe Goupil
Jean-Baptiste Adolphe Goupil, nasceu em 7 de março de 1806 em Paris. Ele era filho de Auguste Goupil, farmacêutico, e Anne Lutton (1774-1849) e ancestral de Hubert Drouais. Ele se tornou um líder da indústria de arte e publicação e um dos mais importantes negociantes e editores de arte do século XIX. A partir de 1827, Jean-Baptiste Adolphe Goupil dedica-se ao negócio de impressão e publicação de gravuras originais e interpretação em vários países, principalmente na França, Inglaterra e Alemanha. Casou-se com Victoire Brincard (1808-1886), natural de Belfort, em agosto de 1829, e teve cinco filhos: Léon, Amélie, Albert, Marie e Blanche. Após o desaparecimento de seu primeiro sócio, Henry Rittner em 1840, Goupil encontrou um novo sócio Théodore Vibert (1816-1850) no ano seguinte em 1841. Entre 1845-1848, Goupil e Vibert abriram uma filial em Londres e depois em Nova York em 289 Broadway. Vibert morreu em 1850, deixando vários filhos aos quais Jean-Baptiste Adolphe Goupil cuidou. Além de impressor-editor, Goupil também se tornou negociante de pinturas e desenhos. Goupil assinou contrato em 1845 com o pintor Charles Landelle, que se comprometeu a não se desfazer de seus direitos de reprodução antes de oferecê-los à Maison Goupil. Jean-Baptiste Adolphe Goupil fundou a empresa internacional Goupil & Cie em 1850, que em poucas décadas se tornou um dos maiores negociantes de arte do século XIX. Jean-Baptiste Adolphe Goupil foi eleito prefeito de Saint-Martin-aux-Chartrains (Calvados) de 1875 a 1893, onde foi dono do “castelo de toda a cidade”. Foi nomeado oficial da Legião de Honra em 1877. Já tendo perdido seu filho mais velho em 1855, Jean-Baptiste Adolphe Goupil decidiu se aposentar gradualmente a partir de 1884, quando seu segundo filho Albert morreu. Jean-Baptiste Adolphe Goupil morreu em 9 de maio de 1893 em Saint-Martin-aux-Chartrains.

### Origens
Dirigida por Adolphe Goupil (1806-1893), a firma parisiense Goupil & Cie. tem origem em 1829 como editora de reproduções artísticas, muito demandadas pelas classes médias que não podiam comprar pinturas exclusivas. As obras reproduzidas por Adolphe Goupil contribuíram para a fama de artistas então emergentes, como Jean Léon Gérôme.
Depois de duas décadas de sucesso comercial, em 1846 a Goupil & Cie. deu o salto no mercado de pinturas e desenhos originais, atividade que cresceria em parte graças à participação do sócio Vincent van Gogh, um marchant tio do pintor homônimo. Algumas obras eram criadas expressamente para que Goupil as reproduzisse.
Já em 1853, suas produções se estenderam à fotografia e, em 1873, à heliografia, que eram feitas em maior medida numa instalação na localidade de Asnières, norte de Paris, a Ateliers Photographiques.
Durante seus anos de apogeu, a companhia abriu filiais em Londres, Bruxelas, Haia, Berlim, Viena, Nova Iorque e ainda na Austrália. Em 1878, a família Van Gogh deixou sua participação na Goupil, acedendo como sócio René Valadon. 

## Presença global nos séculos XIX e XX
- Paris - 9 Rue Chaptal (Administração, galeria de pinturas e depósitos)

- Paris - 19 Boulevard Montmartre. Foi no Boulevard Montmartre (originalmente os nºs 12 e 15) que Adolphe Goupil abriu seus negócios pela primeira vez. A nº 19 tornou-se uma simples sala de vendas quando a administração foi transferida para a Rue Chaptal. A partir de 1881, esta filial foi administrada por Theo van Gogh.

- Paris - 2 Place de l'Opéra Principal sala de vendas da Goupil estabelecida em 1870

- Nova Iorque - 289 Broadway. Fundado em 1848.

- Haia - Plaats 14, desde 1861 e mudou-se em 1880 para Plaats 20. Fundada na década de 1830 por Vincent van Gogh na Spuistraat, a galeria foi transferida para a Plaats 14, em 1861, quando combinada com Goupil

- Bruxelas - Rue Montagne de la Cour / Hofberg 58, 58 Estabelecido em 1865 por H. W. van Gogh; após sua aposentadoria, esta filial passou a ser administrada por V. Schmidt.

- Londres - Estabelecido por Ernest Gambart. Rua Southampton, 17. Mudou-se para 25 Bedford Street, Strand em 1875, quando Goupil & Cie assumiu a Holloway & Sons e seus salões. O empresário de Goupil em Londres era na época Charles Obach.

- Berlim - Charlottenstrasse 63

## Goupil & Cie no Século XXI
Hoje, Goupil & Cie é especializada em arte moderna e contemporânea, bem como em produtos de luxo e excepcionais. As vendas e leilões são organizados principalmente online.